# Ribeirão Esperança
Der Ribeirão Esperança ist ein etwa 30 km langer rechter Nebenfluss des Rio Tibaji im Nordosten des brasilianischen Bundesstaats Paraná.

## Etymologie
Der portugiesische Begriff Esperança bedeutet auf Deutsch Hoffnung und Ribeirão heißt kleiner Fluss oder Bach.

## Geografie

### Lage
Das Einzugsgebiet des Ribeirão Esperança befindet sich auf dem Segundo Planalto Paranaense (Zweite oder Guarapuava-Hochebene von Paraná).

### Verlauf
Sein Quellgebiet liegt auf der Grenze zwischen den Munizipien Sapopema und São Jerônimo da Serra auf 952 m Meereshöhe westlich der Ortschaft Esperança in der Nähe der PR-090 (Estrada do Cerne).
Der Fluss verläuft in südwestlicher Richtung. Er markiert in seinem gesamten Verlauf die Grenze zwischen den beiden Munizipien. Er mündet auf 470 m Höhe von rechts in den Rio Tibaji. Er ist etwa 30 km lang.

### Munizipien im Einzugsgebiet
Am Ribeirão Esperança liegen die zwei Munizipien Sapopema und São Jerônimo da Serra.